# 알샤티 난민 캠프 공습
알샤티 난민 캠프 공습에 관한 내용이다.
2023년 10월 9일, 가자 전쟁 중 이스라엘 방위군은 가자 지구의 알샤티 난민 캠프에 공습을 가해 모스크 4곳을 파괴했다. 팔레스타인 언론에 따르면 이 공격으로 캠프 안에 있던 사람들이 사망했다. 이 캠프는 가자에서 세 번째로 큰 난민 캠프로, 90,000명이 넘는 난민이 거주하고 있다. 10월 12일에 두 번째 공습이 가해져 13명이 사망했다.

## 배경
알샤티 캠프는 1948년 아랍-이스라엘 전쟁 중 이스라엘군에 의해 피난을 가거나 추방된 약 23,000명의 팔레스타인인을 위해 1948년에 설립되었다. 여기에는 하수 시스템, 건강 센터, 학교 23개(초등학교 17개, 중학교 6개)가 있다. 면적은 0.52km2로 2023년 기준 세계에서 인구 밀도가 가장 높은 곳 중 하나였다.